# Lista amerykańskich senatorów ze stanu Floryda
Lista amerykańskich senatorów ze stanu Floryda – senatorzy wybrani ze stanu Floryda.
Stan Floryda został włączony do Unii 3 marca 1845 roku. Posiada prawo do mandatów senatorskich 1. i 3. klasy. Do 8 kwietnia 1913 roku (ratyfikowania 17. poprawki do Konstytucji) senatorowie byli wybierani przez stanowy parlament. Od tego czasu wybierani są w wyborach powszechnych.

## 1. Klasa
| Lp.   | Imię i nazwisko       | Imię i nazwisko | Od               | Do               | Partia               | Kadencja | Uwagi |
| ----- | --------------------- | --------------- | ---------------- | ---------------- | -------------------- | --- | --- |
| 1     | David Levy Yulee      |                 | 1 lipca 1845     | 4 marca 1851     | Partia Demokratyczna | 1 | Wybrany w 1845 Przegrał wybory w 1851 |
| 2     | Stephen Mallory       |                 | 4 marca 1851     | 21 stycznia 1861 | Partia Demokratyczna | 2 | Wybrany w 1851 |
| 2     | Stephen Mallory       | 3               | 4 marca 1851     | 21 stycznia 1861 | Partia Demokratyczna | Reelekcja w 1857 Zrzekł się mandatu w 1861 (po przystąpieniu Florydy do Konfederacji)                                                                                     | |
| Wakat | Wakat                 | Wakat           | 21 stycznia 1861 | 17 czerwca 1868  |                      | 3 | Wojna secesyjna i Rekonstrukcja |
| Wakat | Wakat                 | Wakat           | 21 stycznia 1861 | 17 czerwca 1868  | 4                    | | Wojna secesyjna i Rekonstrukcja |
| 3     | Adonijah Welch        |                 | 17 czerwca 1868  | 4 marca 1869     | Partia Republikańska | 4 | Wybrany do dokończenia kadencji w 1868 Nie starał się o reelekcję w 1868 lub 1869                                                                                  |
| 4     | Abijah Gilbert        |                 | 4 marca 1869     | 4 marca 1875     | Partia Republikańska | 5 | Wybrany w 1868 lub 1869 Nie starał się o reelekcję w 1875 |
| 5     | Charles W. Jones      |                 | 4 marca 1875     | 4 marca 1887     | Partia Demokratyczna | 6 | Wybrany w 1875 |
| 5     | Charles W. Jones      | 7               | 4 marca 1875     | 4 marca 1887     | Partia Demokratyczna | Reelekcja w 1881 Nie starał się o reelekcję w 1887 | |
| Wakat | Wakat                 | Wakat           | 4 marca 1887     | 19 maja 1887     |                      | 7 | Parlament nie zdołał wybrać senatora |
| 6     | Samuel Pasco          |                 | 19 maja 1887     | 18 kwietnia 1899 | Partia Demokratyczna | 8 | Wybrany z opóźnieniem w 1887 |
| 6     | Samuel Pasco          | 9               | 19 maja 1887     | 18 kwietnia 1899 | Partia Demokratyczna | Mianowany do rozpoczęcia kadencji w 1893, gdyż parlament nie zdołał wybrać senatora Wybrany z opóźnieniem do dokończenia kadencji w 1893                                  | |
| 6     | Samuel Pasco          | 10              | 19 maja 1887     | 18 kwietnia 1899 | Partia Demokratyczna | Mianowany do rozpoczęcia kadencji w 1899, gdyż parlament nie zdołał wybrać senatora Przegrał opóźnione wybory do dokończenia kadencji w 1899                              | |
| Wakat | Wakat                 | Wakat           | 18 kwietnia 1899 | 20 kwietnia 1899 |                      | 10 | |
| 7     | James Taliaferro      |                 | 20 kwietnia 1899 | 4 marca 1911     | Partia Demokratyczna | 10 | Wybrany z opóźnieniem w 1899 |
| 7     | James Taliaferro      | 11              | 20 kwietnia 1899 | 4 marca 1911     | Partia Demokratyczna | Mianowany do rozpoczęcia kadencji w 1905, gdyż parlament nie zdołał wybrać senatora Wybrany z opóźnieniem do dokończenia kadencji w 1905 Przegrał opóźnione wybory w 1911 | |
| 8     | Nathan Philemon Bryan |                 | 4 marca 1911     | 4 marca 1917     | Partia Demokratyczna | 12 | Mianowany do rozpoczęcia kadencji w 1911, gdyż parlament nie zdołał wybrać senatora Wybrany z opóźnieniem do dokończenia kadencji w 1911 Przegrał prawybory w 1916 |
| 9     | Park Trammell         |                 | 4 marca 1917     | 8 maja 1936      | Partia Demokratyczna | 13 | Wybrany w 1916 |
| 9     | Park Trammell         | 14              | 4 marca 1917     | 8 maja 1936      | Partia Demokratyczna | Reelekcja w 1922 | |
| 9     | Park Trammell         | 15              | 4 marca 1917     | 8 maja 1936      | Partia Demokratyczna | Reelekcja w 1928 | |
| 9     | Park Trammell         | 16              | 4 marca 1917     | 8 maja 1936      | Partia Demokratyczna | Reelekcja w 1934 Zmarł w trakcie pełnienia urzędu w 1936 | |
| Wakat | Wakat                 | Wakat           | 8 maja 1936      | 26 maja 1936     |                      | 16 | |
| 10    | Scott Loftin          |                 | 26 maja 1936     | 3 listopada 1936 | Partia Demokratyczna | 16 | Mianowany do kontynuowania kadencji w 1936 Zrezygnował po wyborze następcy                                                                                         |
| 11    | Charles O. Andrews    |                 | 4 listopada 1936 | 18 września 1946 | Partia Demokratyczna | 16 | Wybrany do dokończenia kadencji w wyborach specjalnych w 1936 |
| 11    | Charles O. Andrews    | 17              | 4 listopada 1936 | 18 września 1946 | Partia Demokratyczna | Reelekcja w 1940 Zmarł w trakcie pełnienia urzędu w 1946 | |
| Wakat | Wakat                 | Wakat           | 18 września 1946 | 25 września 1946 |                      | 17 | |
| 12    | Spessard Holland      |                 | 25 września 1946 | 3 stycznia 1971  | Partia Demokratyczna | 17 | Mianowany do dokończenia kadencji w 1946 |
| 12    | Spessard Holland      | 18              | 25 września 1946 | 3 stycznia 1971  | Partia Demokratyczna | Wybrany na pełną, 6-letnią kadencję w 1946 | |
| 12    | Spessard Holland      | 19              | 25 września 1946 | 3 stycznia 1971  | Partia Demokratyczna | Reelekcja w 1952 | |
| 12    | Spessard Holland      | 20              | 25 września 1946 | 3 stycznia 1971  | Partia Demokratyczna | Reelekcja w 1958 | |
| 12    | Spessard Holland      | 21              | 25 września 1946 | 3 stycznia 1971  | Partia Demokratyczna | Reelekcja w 1964 Nie starał się o reelekcję w 1970 | |
| 13    | Lawton Chiles         |                 | 3 stycznia 1971  | 3 stycznia 1989  | Partia Demokratyczna | 22 | Wybrany w 1970 |
| 13    | Lawton Chiles         | 23              | 3 stycznia 1971  | 3 stycznia 1989  | Partia Demokratyczna | Reelekcja w 1976 | |
| 13    | Lawton Chiles         | 24              | 3 stycznia 1971  | 3 stycznia 1989  | Partia Demokratyczna | Reelekcja w 1982 Nie starał się o reelekcję w 1988 | |
| 14    | Connie Mack III       |                 | 3 stycznia 1989  | 3 stycznia 2001  | Partia Republikańska | 25 | Wybrany w 1988 |
| 14    | Connie Mack III       | 26              | 3 stycznia 1989  | 3 stycznia 2001  | Partia Republikańska | Reelekcja w 1994 Nie starał się o reelekcję w 2000 | |
| 15    | Bill Nelson           |                 | 3 stycznia 2001  | 3 stycznia 2019  | Partia Demokratyczna | 27 | Wybrany w 2000 |
| 15    | Bill Nelson           | 28              | 3 stycznia 2001  | 3 stycznia 2019  | Partia Demokratyczna | Reelekcja w 2006 | |
| 15    | Bill Nelson           | 29              | 3 stycznia 2001  | 3 stycznia 2019  | Partia Demokratyczna | Reelekcja w 2012 Przegrał wybory w 2018 | |
| Wakat | Wakat                 | Wakat           | 3 stycznia 2019  | 8 stycznia 2019  |                      | 30 | Wybrany senator objął urząd z opóźnieniem |
| 16    | Rick Scott            |                 | 8 stycznia 2019  | nadal            | Partia Republikańska | 30 | Wybrany w 2018 Objął urząd po dokończeniu kadencji gubernatora Florydy                                                                                             |

## 3. Klasa
| Lp.   | Imię i nazwisko     | Imię i nazwisko | Od               | Do               | Partia               | Kadencja | Uwagi |
| ----- | ------------------- | --------------- | ---------------- | ---------------- | -------------------- | --- | --- |
| 1     | James Westcott      |                 | 1 lipca 1845     | 4 marca 1849     | Partia Demokratyczna | 1 | Wybrany w 1845 Nie starał się o reelekcję w 1848                                                                                         |
| 2     | Jackson Morton      |                 | 4 marca 1849     | 4 marca 1855     | Partia Wigów         | 2 | Wybrany w 1848 Nie starał się o reelekcję w 1855                                                                                         |
| 3     | David Levy Yulee    |                 | 4 marca 1855     | 21 stycznia 1861 | Partia Demokratyczna | 3 | Wybrany w 1855 Zrzekł się mandatu w 1861 (po przystąpieniu Florydy do Konfederacji)                                                      |
| Wakat | Wakat               | Wakat           | 21 stycznia 1861 | 25 czerwca 1868  |                      | 3 | Wojna secesyjna i Rekonstrukcja |
| Wakat | Wakat               | Wakat           | 21 stycznia 1861 | 25 czerwca 1868  | 4                    | | Wojna secesyjna i Rekonstrukcja |
| Wakat | Wakat               | Wakat           | 21 stycznia 1861 | 25 czerwca 1868  | 5                    | | Wojna secesyjna i Rekonstrukcja |
| 4     | Thomas W. Osborn    |                 | 25 czerwca 1868  | 4 marca 1873     | Partia Republikańska | 5 | Wybrany do dokończenia kadencji w 1868 Nie starał się o reelekcję w 1872 lub 1873                                                        |
| 5     | Simon B. Conover    |                 | 4 marca 1873     | 4 marca 1879     | Partia Republikańska | 6 | Wybrany w 1872 lub 1873 Nie starał się o reelekcję w 1879                                                                                |
| 6     | Wilkinson Call      |                 | 4 marca 1879     | 4 marca 1891     | Partia Demokratyczna | 7 | Wybrany w 1879 |
| 6     | Wilkinson Call      | 8               | 4 marca 1879     | 4 marca 1891     | Partia Demokratyczna | Reelekcja w 1885 | |
| Wakat | Wakat               | Wakat           | 4 marca 1891     | 26 maja 1891     |                      | 9 | Parlament nie zdołał wybrać senatora |
| 6     | Wilkinson Call      |                 | 26 maja 1891     | 4 marca 1897     | Partia Demokratyczna | 9 | Wybrany z opóźnieniem w 1891 Nie starał się o reelekcję w 1897                                                                           |
| Wakat | Wakat               | Wakat           | 4 marca 1897     | 13 maja 1897     |                      | 10 | Parlament nie zdołał wybrać senatora |
| 7     | Stephen Mallory II  |                 | 14 maja 1897     | 23 grudnia 1907  | Partia Demokratyczna | 10 | Wybrany z opóźnieniem w 1897 |
| 7     | Stephen Mallory II  | 11              | 14 maja 1897     | 23 grudnia 1907  | Partia Demokratyczna | Mianowany do rozpoczęcia kadencji w 1903, gdyż parlament nie zdołał wybrać senatora Wybrany z opóźnieniem do dokończenia kadencji w 1903 Zmarł w trakcie pełnienia urzędu w 1907 | |
| Wakat | Wakat               | Wakat           | 23 grudnia 1907  | 26 grudnia 1907  |                      | 11 | |
| 8     | William James Bryan |                 | 26 grudnia 1907  | 22 marca 1908    | Partia Demokratyczna | 11 | Mianowany do kontynuowania kadencji w 1907 Zmarł w trakcie pełnienia urzędu w 1908                                                       |
| Wakat | Wakat               | Wakat           | 22 marca 1908    | 27 marca 1908    |                      | 11 | |
| 9     | William Hall Milton |                 | 27 marca 1908    | 4 marca 1909     | Partia Demokratyczna | 11 | Mianowany do kontynuowania kadencji w 1908 Nie starał się o wybór na pełną, 6-letnią kadencję w 1909                                     |
| 10    | Duncan U. Fletcher  |                 | 4 marca 1909     | 17 czerwca 1936  | Partia Demokratyczna | 12 | Mianowany do rozpoczęcia kadencji w 1909, gdyż parlament nie zdołał wybrać senatora Wybrany z opóźnieniem do dokończenia kadencji w 1909 |
| 10    | Duncan U. Fletcher  | 13              | 4 marca 1909     | 17 czerwca 1936  | Partia Demokratyczna | Reelekcja w 1914 | |
| 10    | Duncan U. Fletcher  | 14              | 4 marca 1909     | 17 czerwca 1936  | Partia Demokratyczna | Reelekcja w 1920 | |
| 10    | Duncan U. Fletcher  | 15              | 4 marca 1909     | 17 czerwca 1936  | Partia Demokratyczna | Reelekcja w 1926 | |
| 10    | Duncan U. Fletcher  | 16              | 4 marca 1909     | 17 czerwca 1936  | Partia Demokratyczna | Reelekcja w 1932 Zmarł w trakcie pełnienia urzędu w 1936 | |
| Wakat | Wakat               | Wakat           | 17 czerwca 1936  | 1 lipca 1936     |                      | 16 | |
| 11    | William Luther Hill |                 | 1 lipca 1936     | 3 listopada 1936 | Partia Demokratyczna | 16 | Mianowany do kontynuowania kadencji w 1936 Zrezygnował po wyborze następcy                                                               |
| 12    | Claude Pepper       |                 | 3 listopada 1936 | 3 stycznia 1951  | Partia Demokratyczna | 16 | Wybrany do dokończenia kadencji w wyborach specjalnych w 1936                                                                            |
| 12    | Claude Pepper       | 17              | 3 listopada 1936 | 3 stycznia 1951  | Partia Demokratyczna | Reelekcja w 1938 | |
| 12    | Claude Pepper       | 18              | 3 listopada 1936 | 3 stycznia 1951  | Partia Demokratyczna | Reelekcja w 1944 Przegrał prawybory w 1950 | |
| 13    | George Smathers     |                 | 3 stycznia 1951  | 3 stycznia 1969  | Partia Demokratyczna | 19 | Wybrany w 1950 |
| 13    | George Smathers     | 20              | 3 stycznia 1951  | 3 stycznia 1969  | Partia Demokratyczna | Reelekcja w 1956 | |
| 13    | George Smathers     | 21              | 3 stycznia 1951  | 3 stycznia 1969  | Partia Demokratyczna | Reelekcja w 1962 Nie starał się o reelekcję w 1968 | |
| 14    | Edward Gurney       |                 | 3 stycznia 1969  | 31 grudnia 1974  | Partia Republikańska | 22 | Wybrany w 1968 Nie starał się o reelekcję w 1974 Zrezygnował przed końcem kadencji, by wybrany następca mógł szybciej objąć urząd        |
| 15    | Richard Stone       |                 | 1 stycznia 1975  | 31 grudnia 1980  | Partia Demokratyczna | 22 | Mianowany do dokończenia kadencji, będąc już wcześniej wybrany na pełną, 6-letnią kadencję                                               |
| 15    | Richard Stone       | 23              | 1 stycznia 1975  | 31 grudnia 1980  | Partia Demokratyczna | Wybrany w 1974 Przegrał wybory w 1980 Zrezygnował przed końcem kadencji, by wybrany następca mógł szybciej objąć urząd                                                           | |
| 16    | Paula Hawkins       |                 | 1 stycznia 1981  | 3 stycznia 1987  | Partia Republikańska | 23 | Mianowana do dokończenia kadencji, będąc już wcześniej wybrana na pełną, 6-letnią kadencję                                               |
| 16    | Paula Hawkins       | 24              | 1 stycznia 1981  | 3 stycznia 1987  | Partia Republikańska | Wybrana w 1980 Przegrała wybory w 1986 | |
| 17    | Bob Graham          |                 | 3 stycznia 1987  | 3 stycznia 2005  | Partia Demokratyczna | 25 | Wybrany w 1986 |
| 17    | Bob Graham          | 26              | 3 stycznia 1987  | 3 stycznia 2005  | Partia Demokratyczna | Reelekcja w 1992 | |
| 17    | Bob Graham          | 27              | 3 stycznia 1987  | 3 stycznia 2005  | Partia Demokratyczna | Reelekcja w 1998 Nie starał się o reelekcję w 2004 | |
| 18    | Mel Martinez        |                 | 3 stycznia 2005  | 9 września 2009  | Partia Republikańska | 28 | Wybrany w 2004 Zrezygnował w trakcie trwania kadencji w 2009                                                                             |
| 19    | George LeMieux      |                 | 10 września 2009 | 3 stycznia 2011  | Partia Republikańska | 28 | Mianowany do dokończenia kadencji w 2009 Nie starał się o wybór na pełną, 6-letnią kadencję w 2010                                       |
| 20    | Marco Rubio         |                 | 3 stycznia 2011  | 21 stycznia 2025 | Partia Republikańska | 29 | Wybrany w 2010 |
| 20    | Marco Rubio         | 30              | 3 stycznia 2011  | 21 stycznia 2025 | Partia Republikańska | Reelekcja w 2016 | |
| 20    | Marco Rubio         | 31              | 3 stycznia 2011  | 21 stycznia 2025 | Partia Republikańska | Reelekcja w 2022 Zrezygnował w trakcie trwania kadencji w 2025 | |
| 21    | Ashley Moody        |                 | 21 stycznia 2025 | nadal            | Partia Republikańska | 31 | Mianowana do dokończenia kadencji w 2025                                                                                                 |